# Naga Jaya II
Naga Jaya II is een bestuurslaag in het regentschap Simalungun van de provincie Noord-Sumatra, Indonesië. Naga Jaya II telt 2432 inwoners (volkstelling 2010).